# Hagnagora subrosea
Hagnagora subrosea es una especie de polilla de la familia de las geométridas. Habitan en Perú.
Los adultos tienen una combinación única de color de ala marrón pálido con dos bandas transversales blancas en las alas anteriores no encontrados en cualquier otra especie de Hagnagora.